# Elena Polevaya
Elena Polevaya est une gymnaste artistique soviétique. 

## Carrière
Elena Polevaya est médaillée d'or par équipes aux Championnats du monde de gymnastique artistique 1981 à Moscou.